# Leuchtturm Gåsfeten
Der Leuchtturm Gåsfetens steht auf der Schäreninsel Gåsfeten (deutsch ‚Gänsefett‘) in der Einfahrt zum Hafen von Ronneby, Blekinge län.
Als der Leuchtturm von Gåsfetens 1904 gebaut wurde, war er der erste AGA-Leuchtturm der Welt und auch der weltweit erste mit Acetylengas betriebene Leuchtturm. Am 1. April 1906 wurde er auch als der weltweit erste Leuchtturm mit einer vom Nobelpreisträger Gustaf Dalén erfundenen automatischen An- und Abschaltung ausgerüstet.
Heute wird der Leuchtturm von Gåsfeten von einer Windkraftanlage elektrisch betrieben.